# Francis H. Case
Francis H. Case (Everly, 1896. december 9. – Bethesda, 1962. június 22.) az Amerikai Egyesült Államok szenátora (Dél-Dakota, 1951–1962).